# Chris Cardon
Chris Cardon (Zottegem, 1968), is een Belgische apotheek en ondernemer.

## Biografie
Chris Cardon studeerde af in de farmacie aan de Universiteit van Gent in 1993. Terwijl hij de apotheek van zijn ouders in Blankenberge overnam studeerde hij management aan de Vlerick Business School.
In 1996 startte hij met Moos Pharma dat in 2001 met Omega Pharma fuseerde. In 2002 startte hij met Cardon Pharmaceuticals dat in 2007 Ecuphar werd. In 2017 fuseerde ecuphar met Animalcare. In 2019 startte Cardon met het geneesmiddelenbedrijf Ziphius dat in 2020 ook vaccins ontwikkelde onder andere tegen het Zika-virus. Ook tegen corona waarvoor het bedrijf samenwerkte met de Universiteit Gent om een goed werkend corona-vaccin tegen meerdere varianten met de mRNA-technologie te ontwikkelen.